# Wjaczesław Łendieł
Wjaczesław Tyberijowycz Łendieł, ukr. В'ячеслав Тиберійович Лендєл, węg. Vencel Lengyel, ros. Вячеслав Тиберийевич Лендел, Wiaczesław Tibierijewicz Lendieł (ur. 28 czerwca 1963 w Rachowie, w obwodzie zakarpackim) – ukraiński piłkarz pochodzenia węgierskiego, grający na pozycji napastnika. Posiada amerykańskie obywatelstwo.

## Kariera piłkarska

### Kariera klubowa
Wychowanek klubu Howerła Użhorod, w którym rozpoczął karierę piłkarską. W 1982 przeszedł do SKA-Karpaty Lwów. W 1990 po likwidacji wojskowego klubu został piłkarzem lwowskich Karpat. W czerwcu 1990 podczas zagranicznej serii Karpat Lwów w Stanach Zjednoczonych postanowił nie wracać do ZSRR i pozostał na stałe w Ameryce. Potem bronił barw ukraińskich klubów w USA – Tryzub Filadelfia i Kryla Chicago.

### Kariera reprezentacyjna
Występował w juniorskiej reprezentacji ZSRR.

## Sukcesy i odznaczenia

### Sukcesy klubowe
- brązowy medalista Pierwoj Ligi ZSRR: 1984, 1985

### Sukcesy indywidualne
- najlepszy strzelec w historii klubu SKA-Karpaty Lwów: 66 goli